# Grand Prix Brazylii 2013
Grand Prix Brazylii 2013 (oficjalnie Formula 1 Grande Prêmio Petrobras do Brasil 2013) – dziewiętnasta runda Mistrzostw Świata Formuły 1 w sezonie 2013.

## Lista startowa
Na niebieskim tle kierowcy biorący udział jedynie w piątkowych treningach
| Nr | Kierowca            | Zespół                        | Samochód          | Silnik               | Opony |
| -- | ------------------- | ----------------------------- | ----------------- | -------------------- | ----- |
| 1  | Sebastian Vettel    | Infiniti Red Bull Racing      | Red Bull RB9      | Renault RS27-2013    | P     |
| 2  | Mark Webber         | Infiniti Red Bull Racing      | Red Bull RB9      | Renault RS27-2013    | P     |
| 3  | Fernando Alonso     | Scuderia Ferrari              | Ferrari F138      | Ferrari 056          | P     |
| 4  | Felipe Massa        | Scuderia Ferrari              | Ferrari F138      | Ferrari 056          | P     |
| 5  | Jenson Button       | Vodafone McLaren Mercedes     | McLaren MP4-28    | Mercedes-Benz FO108F | P     |
| 6  | Sergio Pérez        | Vodafone McLaren Mercedes     | McLaren MP4-28    | Mercedes-Benz FO108F | P     |
| 7  | Heikki Kovalainen   | Lotus F1 Team                 | Lotus E21         | Renault RS27-2013    | P     |
| 8  | Romain Grosjean     | Lotus F1 Team                 | Lotus E21         | Renault RS27-2013    | P     |
| 9  | Nico Rosberg        | Mercedes AMG Petronas F1 Team | Mercedes F1 W04   | Mercedes-Benz FO108F | P     |
| 10 | Lewis Hamilton      | Mercedes AMG Petronas F1 Team | Mercedes F1 W04   | Mercedes-Benz FO108F | P     |
| 11 | Nico Hülkenberg     | Sauber F1 Team                | Sauber C32        | Ferrari 056          | P     |
| 12 | Esteban Gutiérrez   | Sauber F1 Team                | Sauber C32        | Ferrari 056          | P     |
| 14 | Paul di Resta       | Sahara Force India F1 Team    | Force India VJM06 | Mercedes-Benz FO108F | P     |
| 14 | James Calado        | Sahara Force India F1 Team    | Force India VJM06 | Mercedes-Benz FO108F | P     |
| 15 | Adrian Sutil        | Sahara Force India F1 Team    | Force India VJM06 | Mercedes-Benz FO108F | P     |
| 16 | Pastor Maldonado    | Williams F1 Team              | Williams FW35     | Renault RS27-2013    | P     |
| 17 | Valtteri Bottas     | Williams F1 Team              | Williams FW35     | Renault RS27-2013    | P     |
| 18 | Jean-Éric Vergne    | Scuderia Toro Rosso           | Toro Rosso STR8   | Ferrari 056          | P     |
| 19 | Daniel Ricciardo    | Scuderia Toro Rosso           | Toro Rosso STR8   | Ferrari 056          | P     |
| 19 | Daniił Kwiat        | Scuderia Toro Rosso           | Toro Rosso STR8   | Ferrari 056          | P     |
| 20 | Charles Pic         | Caterham F1 Team              | Caterham CT03     | Renault RS27-2013    | P     |
| 21 | Giedo van der Garde | Caterham F1 Team              | Caterham CT03     | Renault RS27-2013    | P     |
| 22 | Jules Bianchi       | Marussia F1 Team              | Marussia MR02     | Cosworth CA2013      | P     |
| 23 | Max Chilton         | Marussia F1 Team              | Marussia MR02     | Cosworth CA2013      | P     |
| 23 | Rodolfo González    | Marussia F1 Team              | Marussia MR02     | Cosworth CA2013      | P     |
| Nr | Kierowca            | Zespół                        | Samochód          | Silnik               | Opony |

## Wyniki

### Sesje treningowe
Źródło: Wyprzedź Mnie!
| Sesja | Nr | Kierowca     | Konstruktor      | Czas     | Okr. |
| ----- | -- | ------------ | ---------------- | -------- | ---- |
| 1     | 9  | Nico Rosberg | Mercedes         | 1:24,781 | 14   |
| 2     | 9  | Nico Rosberg | Mercedes         | 1:27,306 | 11   |
| 3     | 2  | Mark Webber  | Red Bull-Renault | 1:27,891 | 5    |

### Kwalifikacje
Źródło: Wyprzedź Mnie!
| Poz. | Nr | Kierowca            | Konstruktor          | Q1       | Q2       | Q3       | Poz. s. |
| ---- | -- | ------------------- | -------------------- | -------- | -------- | -------- | ------- |
| 1    | 1  | Sebastian Vettel    | Red Bull-Renault     | 1:25,381 | 1:26,420 | 1:26,479 | 1       |
| 2    | 9  | Nico Rosberg        | Mercedes             | 1:25,556 | 1:26,626 | 1:27,102 | 2       |
| 3    | 3  | Fernando Alonso     | Ferrari              | 1:26,656 | 1:26,590 | 1:27,539 | 3       |
| 4    | 2  | Mark Webber         | Red Bull-Renault     | 1:26,689 | 1:26,963 | 1:27,572 | 4       |
| 5    | 10 | Lewis Hamilton      | Mercedes             | 1:25,342 | 1:26,698 | 1:27,677 | 5       |
| 6    | 8  | Romain Grosjean     | Lotus-Renault        | 1:26,453 | 1:26,161 | 1:27,737 | 6       |
| 7    | 19 | Daniel Ricciardo    | Toro Rosso-Ferrari   | 1:27,209 | 1:27,078 | 1:28,052 | 7       |
| 8    | 18 | Jean-Éric Vergne    | Toro Rosso-Ferrari   | 1:27,124 | 1:27,363 | 1:28,081 | 8       |
| 9    | 4  | Felipe Massa        | Ferrari              | 1:26,817 | 1:27,049 | 1:28,109 | 9       |
| 10   | 11 | Nico Hülkenberg     | Sauber-Ferrari       | 1:26,071 | 1:27,441 | 1:29,582 | 10      |
| 11   | 7  | Heikki Kovalainen   | Lotus-Renault        | 1:26,266 | 1:27,456 | –        | 11      |
| 12   | 14 | Paul di Resta       | Force India-Mercedes | 1:26,275 | 1:27,798 | –        | 12      |
| 13   | 17 | Valtteri Bottas     | Williams-Renault     | 1:26,790 | 1:27,954 | –        | 13      |
| 14   | 6  | Sergio Pérez        | McLaren-Mercedes     | 1:26,741 | 1:28,269 | –        | 19      |
| 15   | 5  | Jenson Button       | McLaren-Mercedes     | 1:26,398 | 1:28,308 | –        | 14      |
| 16   | 15 | Adrian Sutil        | Force India-Mercedes | 1:26,874 | 1:28,586 | –        | 15      |
| 17   | 16 | Pastor Maldonado    | Williams-Renault     | 1:27,367 | –        | –        | 16      |
| 18   | 12 | Esteban Gutiérrez   | Sauber-Ferrari       | 1:27,445 | –        | –        | 17      |
| 19   | 20 | Charles Pic         | Caterham-Renault     | 1:27,843 | –        | –        | 18      |
| 20   | 21 | Giedo van der Garde | Caterham-Renault     | 1:28,320 | –        | –        | 20      |
| 21   | 22 | Jules Bianchi       | Marussia-Cosworth    | 1:28,366 | –        | –        | 21      |
| 22   | 23 | Max Chilton         | Marussia-Cosworth    | 1:28,950 | –        | –        | 22      |

### Wyścig

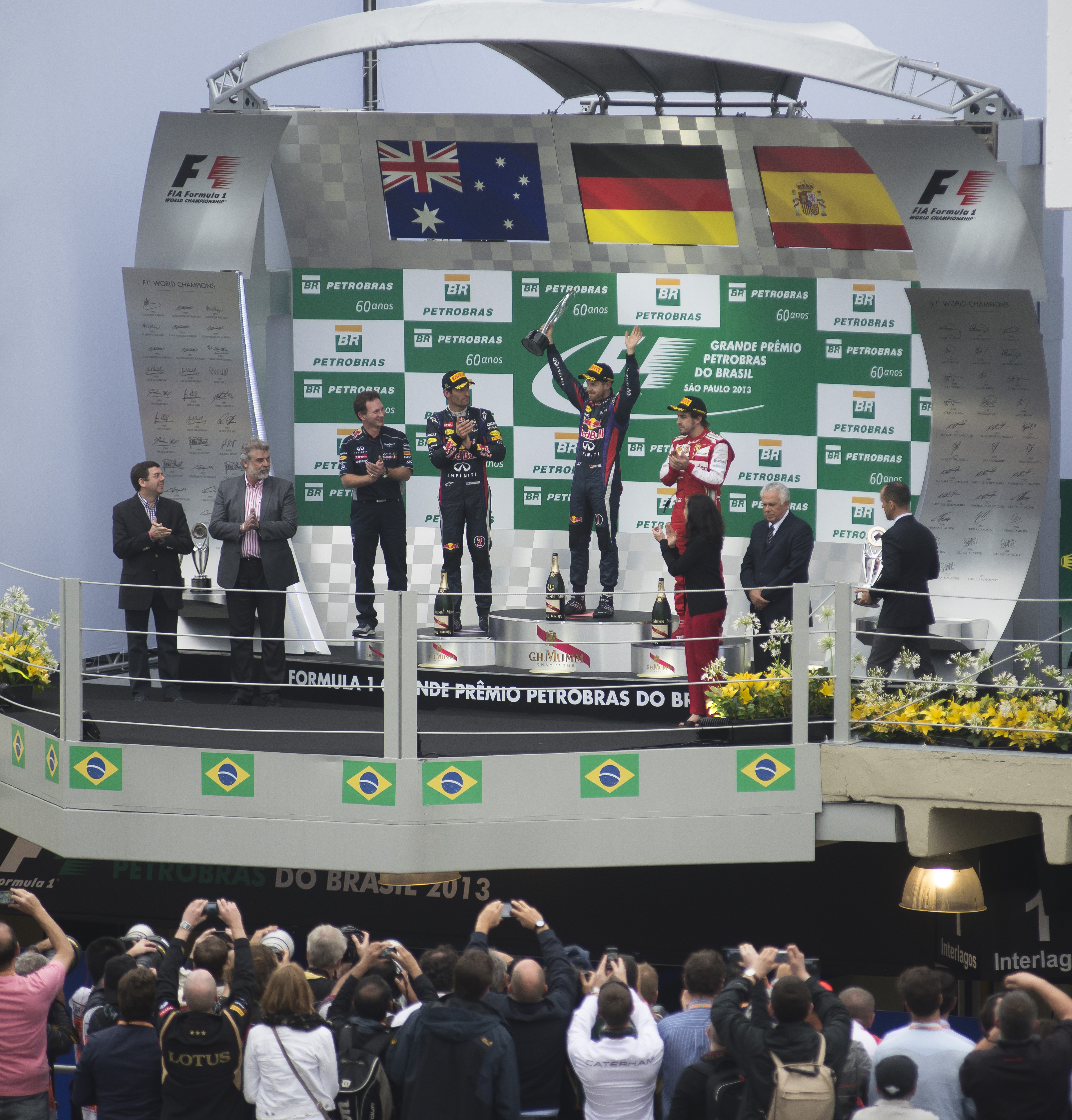
Mark Webber, Sebastian Vettel i Fernando Alonso na podium po wyścigu

Źródło: Wyprzedź Mnie!
| P                 | + / –     | Nr | Kierowca            | Konstruktor          | Okr. | Czas / Strata        | Komentarz |
| ----------------- | --------- | -- | ------------------- | -------------------- | ---- | -------------------- | --------- |
| 1                 | Bez zmian | 1  | Sebastian Vettel    | Red Bull-Renault     | 71   | 1h32m36,300          |           |
| 2                 | 2         | 2  | Mark Webber         | Red Bull-Renault     | 71   | +0:10,452            |           |
| 3                 | Bez zmian | 3  | Fernando Alonso     | Ferrari              | 71   | +0:18,913            |           |
| 4                 | 10        | 5  | Jenson Button       | McLaren-Mercedes     | 71   | +0:37,360            |           |
| 5                 | 3         | 9  | Nico Rosberg        | Mercedes             | 71   | +0:39,048            |           |
| 6                 | 13        | 6  | Sergio Pérez        | McLaren-Mercedes     | 71   | +0:44,051            |           |
| 7                 | 2         | 4  | Felipe Massa        | Ferrari              | 71   | +0:49,110            | [ a ]     |
| 8                 | 2         | 11 | Nico Hülkenberg     | Sauber-Ferrari       | 71   | +1:04,252            |           |
| 9                 | 4         | 10 | Lewis Hamilton      | Mercedes             | 71   | +1:12,903            | [ b ]     |
| 10                | 3         | 19 | Daniel Ricciardo    | Toro Rosso-Ferrari   | 70   | +1 okr. (1 okr.)     |           |
| 11                | 1         | 14 | Paul di Resta       | Force India-Mercedes | 70   | +1 okr. (01,645)     |           |
| 12                | 5         | 12 | Esteban Gutiérrez   | Sauber-Ferrari       | 70   | +1 okr. (00,530)     |           |
| 13                | 2         | 15 | Adrian Sutil        | Force India-Mercedes | 70   | +1 okr. (00,359)     |           |
| 14                | 3         | 7  | Heikki Kovalainen   | Lotus-Renault        | 70   | +1 okr. (10,582)     |           |
| 15                | 7         | 18 | Jean-Éric Vergne    | Toro Rosso-Ferrari   | 70   | +1 okr. (15,083)     |           |
| 16                | Bez zmian | 16 | Pastor Maldonado    | Williams-Renault     | 70   | +1 okr. (14,835)     |           |
| 17                | 4         | 22 | Jules Bianchi       | Marussia-Cosworth    | 69   | +2 okr. (1 okr.)     |           |
| 18                | 2         | 21 | Giedo van der Garde | Caterham-Renault     | 69   | +2 okr. (09,814)     |           |
| 19                | 3         | 23 | Max Chilton         | Marussia-Cosworth    | 69   | +2 okr. (45,589)     |           |
| Niesklasyfikowani |           |    |                     |                      |      |                      |           |
|                   |           | 20 | Charles Pic         | Caterham-Renault     | 58   | awaria zawieszenia   |           |
|                   |           | 17 | Valtteri Bottas     | Williams-Renault     | 45   | kolizja z Hamiltonem |           |
|                   |           | 8  | Romain Grosjean     | Lotus-Renault        | 2    | awaria silnika       |           |
| P                 | + / –     | Nr | Kierowca            | Konstruktor          | Okr. | Czas / Strata        | Komentarz |

### Najszybsze okrążenie
Źródło: Wyprzedź Mnie!
| Nr | Kierowca    | Konstruktor      | Czas     | Okr. |
| -- | ----------- | ---------------- | -------- | ---- |
| 2  | Mark Webber | Red Bull-Renault | 1:15,436 | 51   |

## Prowadzenie w wyścigu
Źródło: Racing-Reference
| Nr                              | Kierowca         | Okrążenia | Suma |
| ------------------------------- | ---------------- | --------- | ---- |
| 1                               | Sebastian Vettel | 1-71      | 71   |
| 9                               | Nico Rosberg     | 1         | 0    |
| \| Wykres \| \| ------ \| \| \| |                  |           |      |
| Wykres                          |                  |           |      |
|                                 |                  |           |      |

## Klasyfikacja po wyścigu

### Kierowcy
| P  | +/− | Kierowca            | Starty | Punkty | P1 | P2 | P3 | PP | NO | NS |
| -- | --- | ------------------- | ------ | ------ | -- | -- | -- | -- | -- | -- |
| 1  | 0   | Sebastian Vettel    | 19     | 397    | 13 | 1  | 2  | 9  | 7  | 1  |
| 2  | 0   | Fernando Alonso     | 19     | 242    | 2  | 5  | 2  | –  | 2  | 1  |
| 3  | +2  | Mark Webber         | 19     | 199    | –  | 5  | 3  | 2  | 5  | 3  |
| 4  | −1  | Lewis Hamilton      | 19     | 189    | 1  | –  | 4  | 5  | 1  | 1  |
| 5  | −1  | Kimi Räikkönen      | 17     | 183    | 1  | 6  | 1  | –  | 2  | 2  |
| 6  | 0   | Nico Rosberg        | 19     | 171    | 2  | 1  | 1  | 3  | –  | 2  |
| 7  | 0   | Romain Grosjean     | 19     | 132    | –  | 1  | 5  | –  | –  | 4  |
| 8  | 0   | Felipe Massa        | 19     | 112    | –  | –  | 1  | –  | –  | 2  |
| 9  | 0   | Jenson Button       | 19     | 73     | –  | –  | –  | –  | –  | –  |
| 10 | +1  | Nico Hülkenberg     | 18     | 51     | –  | –  | –  | –  | –  | 1  |
| 11 | +1  | Sergio Pérez        | 19     | 49     | –  | –  | –  | –  | 1  | –  |
| 12 | −2  | Paul di Resta       | 19     | 48     | –  | –  | –  | –  | –  | 4  |
| 13 | 0   | Adrian Sutil        | 19     | 29     | –  | –  | –  | –  | –  | 4  |
| 14 | 0   | Daniel Ricciardo    | 19     | 20     | –  | –  | –  | –  | –  | 3  |
| 15 | 0   | Jean-Éric Vergne    | 19     | 13     | –  | –  | –  | –  | –  | 5  |
| 16 | 0   | Esteban Gutiérrez   | 19     | 6      | –  | –  | –  | –  | 1  | 2  |
| 17 | 0   | Valtteri Bottas     | 19     | 4      | –  | –  | –  | –  | –  | 2  |
| 18 | 0   | Pastor Maldonado    | 19     | 1      | –  | –  | –  | –  | –  | 3  |
| 19 | 0   | Jules Bianchi       | 19     | 0      | –  | –  | –  | –  | –  | 3  |
| 20 | 0   | Charles Pic         | 19     | 0      | –  | –  | –  | –  | –  | 4  |
| 21 | +2  | Heikki Kovalainen   | 2      | 0      | –  | –  | –  | –  | –  | –  |
| 22 | −1  | Giedo van der Garde | 19     | 0      | –  | –  | –  | –  | –  | 4  |
| 23 | −1  | Max Chilton         | 19     | 0      | –  | –  | –  | –  | –  | –  |
| P  | +/− | Kierowca            | Starty | Punkty | P1 | P2 | P3 | PP | NO | NS |

### Konstruktorzy
| P  | +/− | Konstruktor          | Starty | Punkty | P1 | P2 | P3 | PP | NO | NS |
| -- | --- | -------------------- | ------ | ------ | -- | -- | -- | -- | -- | -- |
| 1  | 0   | Red Bull-Renault     | 38     | 596    | 13 | 6  | 5  | 11 | 12 | 4  |
| 2  | 0   | Mercedes             | 38     | 360    | 3  | 1  | 5  | 8  | 1  | 2  |
| 3  | 0   | Ferrari              | 38     | 354    | 2  | 5  | 3  | –  | 2  | 3  |
| 4  | 0   | Lotus-Renault        | 38     | 315    | 1  | 7  | 6  | –  | 2  | 6  |
| 5  | 0   | McLaren-Mercedes     | 38     | 122    | –  | –  | –  | –  | 1  | –  |
| 6  | 0   | Force India-Mercedes | 38     | 77     | –  | –  | –  | –  | –  | 8  |
| 7  | 0   | Sauber-Ferrari       | 37     | 57     | –  | –  | –  | –  | 1  | 3  |
| 8  | 0   | Toro Rosso-Ferrari   | 38     | 33     | –  | –  | –  | –  | –  | 8  |
| 9  | 0   | Williams-Renault     | 38     | 5      | –  | –  | –  | –  | –  | 5  |
| 10 | 0   | Marussia-Cosworth    | 38     | 0      | –  | –  | –  | –  | –  | 3  |
| 11 | 0   | Caterham-Renault     | 38     | 0      | –  | –  | –  | –  | –  | 8  |
| P  | +/− | Konstruktor          | Starty | Punkty | P1 | P2 | P3 | PP | NO | NS |